# Colonia Cuauhtémoc, San Antonio la Isla
Colonia Cuauhtémoc är en ort i kommunen San Antonio la Isla i delstaten Mexiko i Mexiko. Samhället hade 1 490 invånare vid folkräkningen 2020.